# 太平塚古墳
太平塚古墳（おおひらづかこふん）は、大阪府南河内郡太子町春日にある古墳。形状は方墳と推定される。磯長谷古墳群を構成する古墳の1つ。史跡指定はされていない。

## 概要
大阪府南東部、飛鳥川北側の丘陵南斜面に山寄せで築造された古墳である。現在は石室上を近鉄南大阪線が通過する。これまでに発掘調査は実施されていない。
墳丘は鉄道敷設の際に改変を受けているため、元々の墳丘は明らかでないが、一辺25メートル程度で前面2段築成以上の段ノ塚式の方墳（または直径30メートル程度の円墳）と推測される。埋葬施設は両袖式の横穴式石室で、南南西方向に開口する。石室全長14メートル程度と推定される大型石室であり、石室の石材には切石が使用される。石室内の副葬品は詳らかでない。
築造時期は、古墳時代終末期の7世紀後半（または7世紀前半）ごろと推定される。被葬者は明らかでないが、古墳築造に際しての風水思想の導入から上位階層の人物と推測され、大坂道（虫峠越え）の入り口に所在する立地から真の孝徳天皇陵（大阪磯長陵、現陵は太子町山田の山田上ノ山古墳）とする説などが挙げられる。

## 遺跡歴
- 享和元年（1801年）刊行の『河内名所図会』に、字大平に所在する巌窟として記述（文献上初見、19世紀初頭には開口）[1]。
- 1913年（大正2年）、梅原末治が「春日村塚之前の一古墳」として報告[1]。
- 石室実測調査（山本彰、2009年に報告）[1]。

## 埋葬施設

石室俯瞰図

石室展開図

埋葬施設としては両袖式横穴式石室が構築されており、南南西方向に開口する。石室の規模は次の通り。
- 石室全長：推定14メートル
- 玄室：長さ4.66メートル、幅2.40メートル、高さ2.01メートル
- 羨道：長さ2.00メートル、幅1.90メートル、高さ1.08メートル

石室の石材は石英安山岩（玄室側壁）・片麻状黒雲母花崗岩（玄室奥壁、玄室天井石第2石）・角閃石黒雲母花崗岩（玄室天井石第1・3石、羨道側壁）の切石。玄室では、奥壁は一枚石の巨石、西側壁は2段積みで3石の上に4石、東側壁は前部で2段・奥部で3段積み中・下段とも4石、天井石は3石。羨道では、側壁・天井とも1石である。

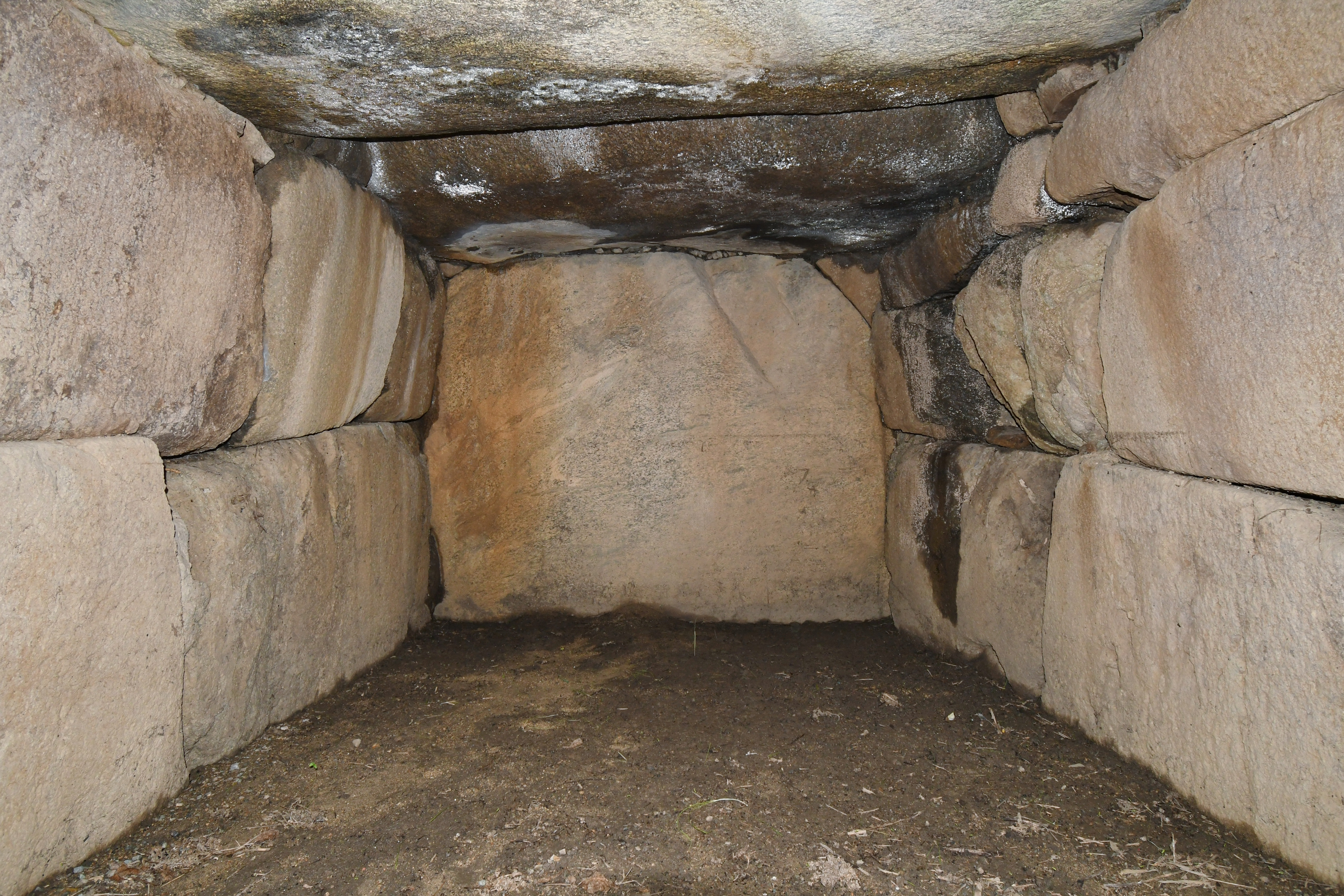
玄室（奥壁方向）
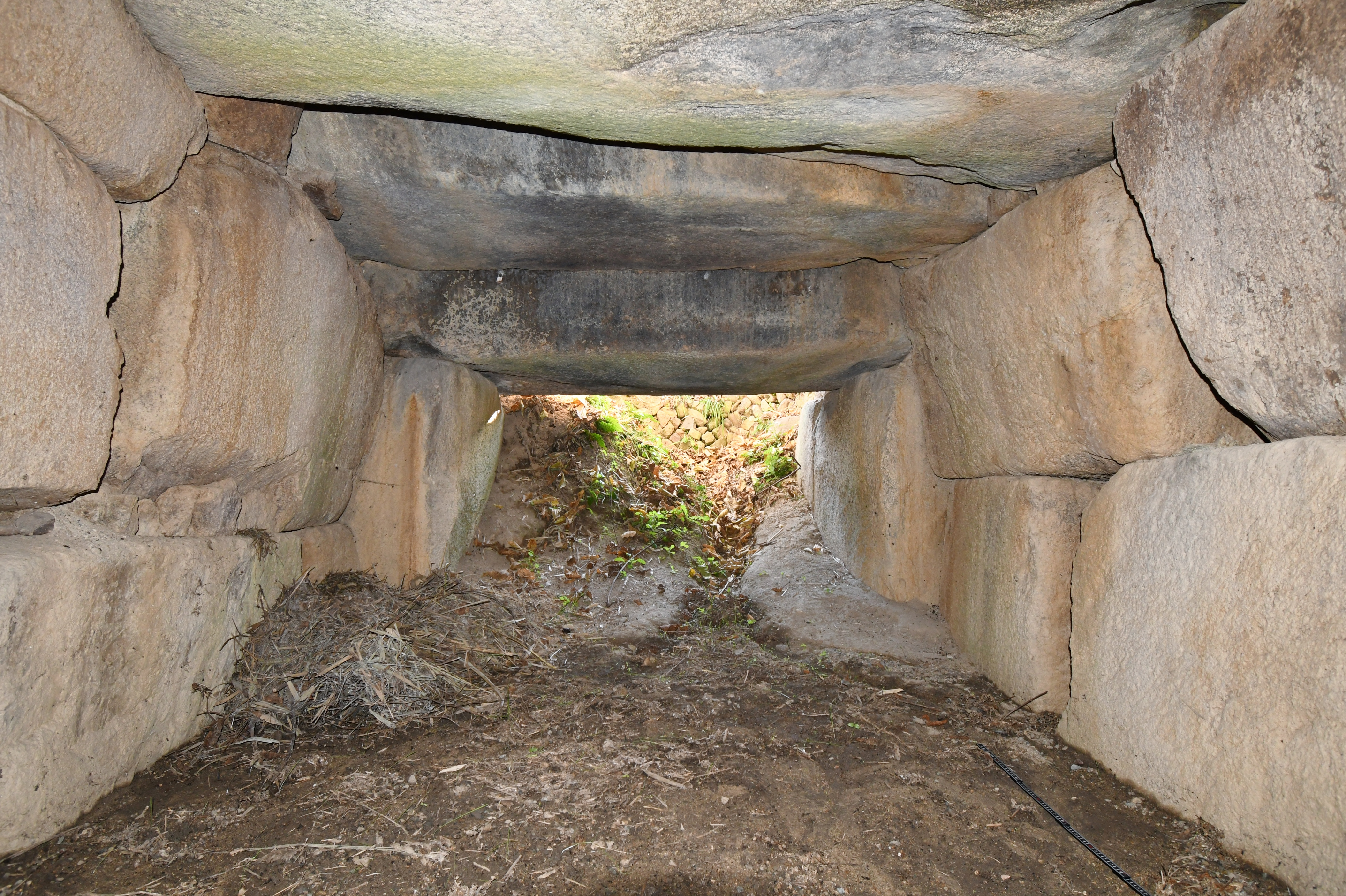
玄室（開口部方向）
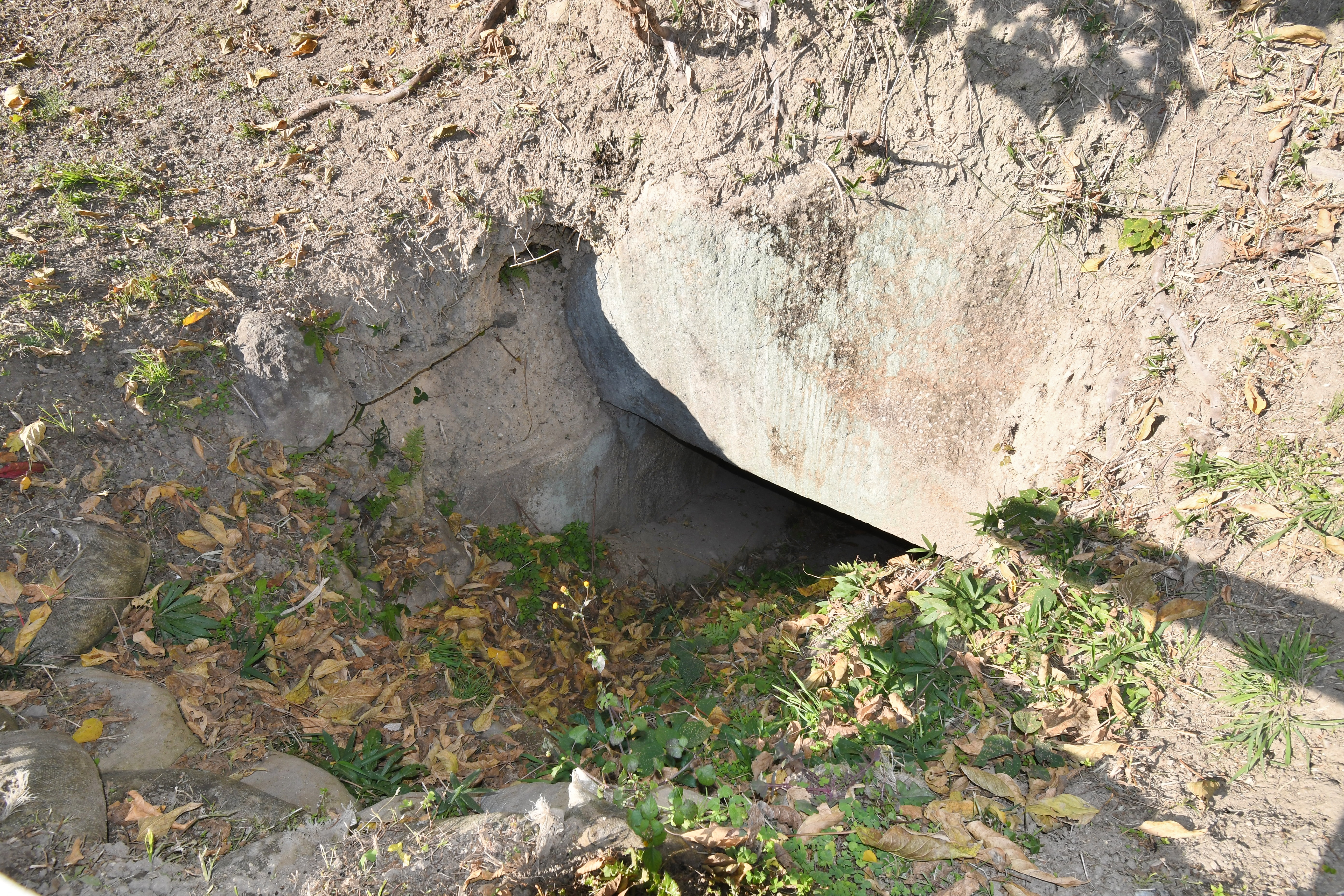
開口部